# Jakubowice (województwo małopolskie)
Jakubowice – wieś w Polsce położona w województwie małopolskim, w powiecie proszowickim, w gminie Proszowice.
| SIMC    | Nazwa      | Rodzaj    |
| ------- | ---------- | --------- |
| 0331731 | Kolonia    | część wsi |
| 0331748 | Stara Wieś | część wsi |
| 0331754 | Wygoda     | część wsi |

W latach 1975–1998 miejscowość administracyjnie należała do województwa krakowskiego.

## Zabytki
Obiekty wpisane do rejestru zabytków nieruchomych województwa małopolskiego. 
- Zespół dworsko-parkowy: obora fornalska, 3 obory, spichlerz magazyn, park;
- zespół dworski: dwór, park.

## Osoby związane z miejscowością
- Edward Marzec, polski pisarz, działacz ruchu ludowego, w latach 1957–1958 wiceminister kultury i sztuki. Jego imię nosi istniejący tu Dom Ludowy[8].

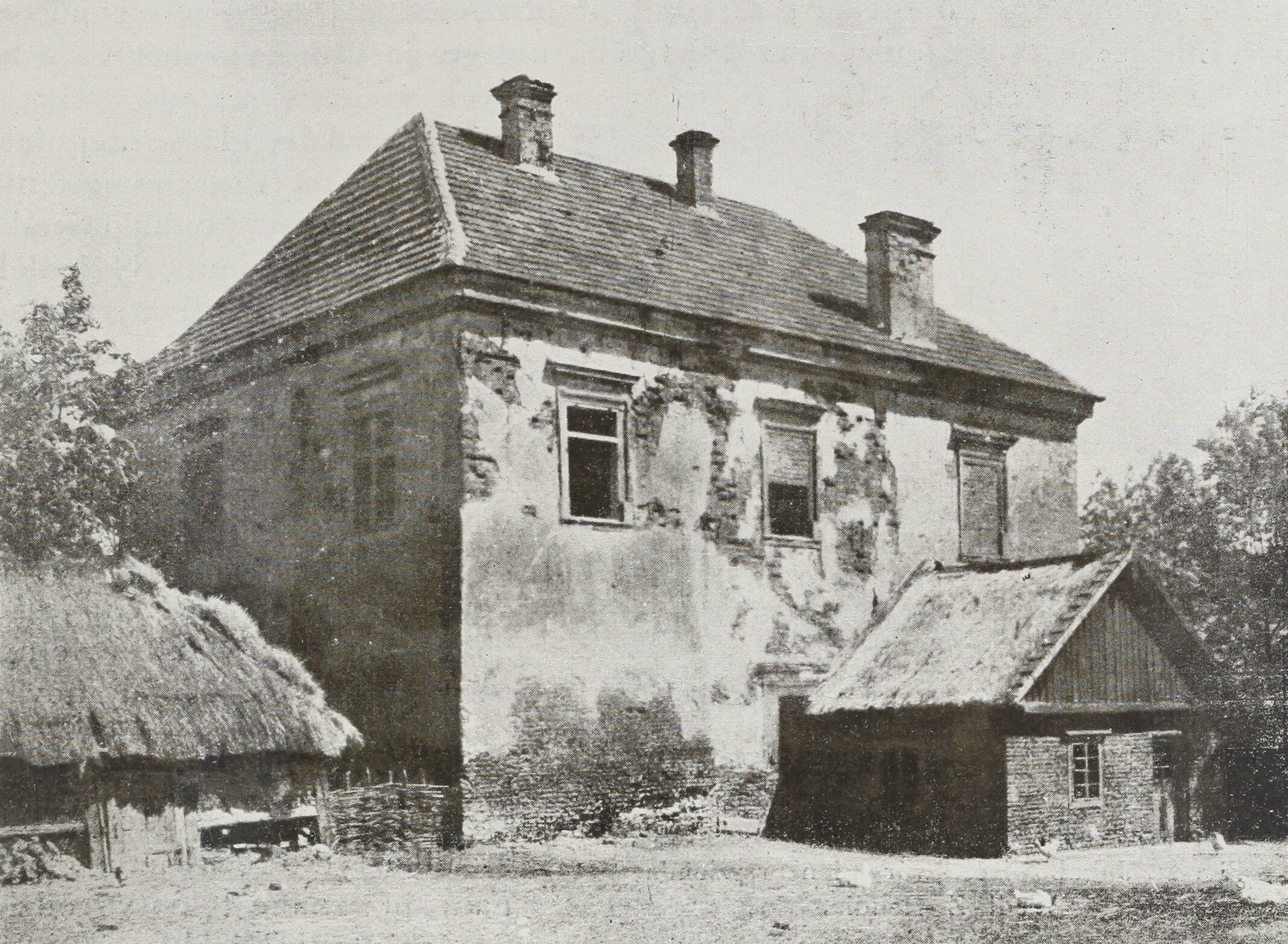
Dwór przed 1930 r.